# 大萼毛蕊茶
大萼毛蕊茶（学名：Camellia assimiloides）为山茶科山茶属的植物，是中国的特有植物。分布于中国大陆的广东等地，生长于海拔830米的地区，多生于山坡阔叶林中和山坡林中，目前尚未由人工引种栽培。

## 异名
- Camellia cratera H. T. Chang
- Camellia trigonocarpa H. T. Chang